# Jenny Smelik-IBBY-prijs
De Jenny Smelik-IBBY-prijs is een tweejaarlijkse Nederlandse literaire prijs die wordt  toegekend aan auteurs en illustratoren van kinder- en jeugdboeken. Tot 1991 was dit jaarlijks. 

## Geschiedenis
De prijs is de voortzetting van de Jenny Smelik-Kiggen-prijs die in 1983 werd ingesteld door de Klasina Smelik-Kiggen-stichting. Met deze prijs wil IBBY Nederland boeken onder de aandacht brengen waarin culturele diversiteit vanzelfsprekend is en waarin een opbouwend, in plaats van een problematiserend, beeld wordt gegeven van de  verschillende culturen. De prijs kan worden toegekend zowel aan een oorspronkelijk Nederlandstalig, als aan een vertaald werk. Fictie, maar ook non-fictie, kan voor een bekroning in aanmerking komen. Het prijzengeld bedraagt 2000 euro. De jury kan daarbij ook een eervolle vermelding toekennen, hieraan is een bedrag van 500 euro verbonden.

## Bekroonde werken
- 1983: Filiz van Geertje Gort
- 1984: WAR-boeken van de Rotterdamse Kunststichting
- 1985: De koffer van Şaban Güneş
- 1986: geen uitreiking
- 1987: Mijn dappere moeder van Halil Gür
- 1988: De kleine groene worm van Can Göknil
- 1989: Een handvol sterren van Rafik Schami
- 1990: Moenli en de moeder van de wolven van Klaus Kordon
- 1991: Matabia van Marion Bloem
- 1993: Een pelikaan op straat van Anton van der Kolk
- 1996: De weg naar het noorden van Naima El Bezaz
- 1998: Feestverhalen van Saskia van der Valk & Jos van Hest
- 2000: Bezoekjaren van Joke van Leeuwen en Malika Blain.[1] Eervolle vermelding voor Nooit geschreven brief aan mijn vader door Karima Ouchan & Fenneke Reysoo
- 2002: Anansi's web van Lydia Rood
- 2004: Een dubbel vuurteken van Gerda van Erkel. Eervolle vermelding voor De Paradijsstraat door Liesbet Ruben & Babette van Ogtrop
- 2006: Foead en de vliegende badmat van Karlijn Stoffels
- 2008: Op weg naar huis van Jan Michael
- 2010: De gelukvinder van Edward van de Vendel & Anoush Elman
- 2012: Trash door Andy Mulligan
- 2014: Het hanengevecht van Hans Hagen
- 2016: De duik van Sjoerd Kuyper (tekst) & Sanne te Loo (illustraties). Eervolle vermelding voor Mijn opa de trekvogel van Liesbet Ruben.[2]
- 2018: Arabische sprookjes van Rodaan Al Galidi (tekst) en Geertje Aalders (illustraties). Eervolle vermelding voor Morgen is een ander land  van Michael de Cock en Thui Chielens.
- 2020: Julian is een zeemeermin van Jessica Love, vertaling Loes Randazzo (Randazzo, (2019). Eervolle vermelding voor Planeet Omar: problemenmagneet van Zanib Mian, met illustraties van Nasaya Mafaridik. Vertaling: Edward van de Vendel (Volt, 2019)[3]
- 2022: Smaakspoken. Het geheim van de zeven smaken van Daan Faber & José Luis García Lechner (illustraties) (Volt, 2021). Eervolle vermelding: Op de rug van Bigi Kayman van Henna Goudzand Nahar & Hedy Tjin (illustraties) (Querido, 2021)[4]
- 2024: De Reis van Manie Schaafijs van Zindzi Zevenbergen en illustratie van Hedy Tjin. Een eervolle vermelding voor Mijn eerste woordjes in het Sranan (deel 4) van Darryl Veldman